# Linków (Litwa)
Linków (lit. Linkuva) – miasto na Litwie, położone w okręgu szawelskim, 18 km od Pokrojów, w rejonie pokrojskim.

## Historia
Podczas okupacji hitlerowskiej, 27 czerwca 1941 roku Litwini utworzyli getto dla żydowskich mieszkańców. Przebywało w nim około 800 osób. 7 sierpnia 1941 roku zlikwidowano getto, a Żydów zamordowano w lasach Atkočiunai i Dovariukai. Z rozkazu Niemców Litwini zamordowali około 500 Żydów. 

## Zabytki
- Kościół i klasztor Karmelitów - przed rokiem 1593 był drewniany kościół katolicki, na jego miejscu wybudowali Białłozorowie renesansowy kościół jako zbór ewangelicki. Katolicy otrzymali świątynię w 1606 r. a biskup Jerzy Tyszkiewicz w 1635 r. przekazał ją karmelitom, którzy w latach 1661-1668 r. zbudowali klasztor. Następna rozbudowa i przebudowa zespołu kościelno-klasztornego była w roku 1754. W roku 1832 władze carskie zamknęły klasztor. Obecnie budynek opuszczony, zabezpieczony, czeka na remont.
- Kościół pod wezwaniem MB Szkaplerznej, z wyjątkowo cennym wyposażeniem. Wizerunek MB Szkaplerznej to XVII-wieczna drewniana płaskorzeźba otoczona kultem, która jest celem pielgrzymek.
- Na cmentarzu kaplica cmentarna z 1665 r., przebudowana w XVIII w., drewniana, na planie ośmioboku, z niewielkim przedsionkiem i zakrystią. Przy kaplicy zachowany jedyny nagrobek w języku polskim (Donat i Bogumiła Jasieńscy).
- W centrum synagoga z datą budowy ,,5650"